# Alois Estermann
Alois Estermann (født 29. oktober 1954 i Gunzwil i Schweiz, død 4. maj 1998 i Rom) var schweizisk officer og Schweizergardens 31. kommandant.
Estermann fik tjeneste som kaptajn i Schweizergarden i 1980 og opnåede berømmelse i 1981, da han som levende skjold afværgede et attentat mod pave Johannes Paul 2.
Den 4. maj 1998 blev Alois Estermann og hans hustru myrdet i deres hjem af Cédric Tornay, vicekorporal i Schweizergarden, der angiveligt begik selvmord. Ti timer tidligere havde paven udnævnt Estermann til kommandant over Schweizergarden. 